# Narodna knjižnica Estonije
Narodna knjižnica Estonije (estonsko Eesti Rahvusraamatukogu) je narodna javna ustanova v Estoniji, ki deluje v skladu z Zakonom o Nacionalni knjižnici Estonije (estonsko Eesti Rahvusraamatukogu seadus). Ustanovljena je bila kot parlamentarna knjižnica (estonsko parlamendiraamatukogu) Estonije 21. decembra 1918.
V skladu z zakonom je Narodna knjižnica Estonije varuhinja estonskega narodnega spomina in dediščine ter deluje kot osrednji repozitorij estonske literature in nacionalne bibliografije, glavni ponudnik informacij za estonski parlament in številne druge ustavne institucije, nacionalni center knjižničarskih in informacijskih znanosti, prostor za izobraževanje knjižničarjev in tudi kot kulturni center.
Od 16. septembra 2008 je generalni direktor Nacionalne knjižnice Janne Andresoo.

## Funkcije
Narodna knjižnica Estonije je:
- narodna knjižnica, ki zbira, hrani in omogoča javni dostop do dokumentov, objavljenih v Estoniji ali o Estoniji, ne glede na kraj objave, vzdržuje nacionalne podatkovne baze estonske nacionalne bibliografije in statistike o estonskih tiskanih izdajah, deluje kot estonska agencija za ISSN, ISBN in ISMN;
- parlamentarna knjižnica, ki zagotavlja informacijske storitve za Riigikogu, Vlado republike, Urad predsednika republike in državne organe;
- raziskovalna knjižnica, ki zagotavlja informacije za raziskovalne dejavnosti na področju humanistike in družboslovja ter različne informacijske storitve;
- center za raziskave in razvoj knjižnic, ki zagotavlja informacije o knjižničarski  in informacijski znanosti, koordinira raziskovalne in razvojne dejavnosti ter standardizacijo knjižnic v Estoniji, organizira ankete uporabnikov ter usposabljanje in nadaljnje strokovno izobraževanje osebja estonskih knjižnic, objavlja gradiva o knjižničarstvu in bibliotekarstvu in estonsko knjižničarsko revijo Raamatukogu, organizira nacionalne ankete o statistikah knjižnic in se aktivno udejstvuje pri mednarodnem knjižničnem sodelovanju;
- kulturni center, kjer potekajo različne knjižne in umetniške razstave, konference, koncerti, gledališke predstave, filmski večeri in druge kulturne dejavnosti.

## Informacijske storitve
Narodna knjižnica Estonije nudi informacijske storitve na naslednjih področjih:
- humanistične vede: zgodovina, etnologija, filozofija, folklora, psihologija, religija, kultura, jezikoslovje in literarne vede, estonska in tuja književnost, umetnost, glasba, film, gledališče itd.
- družbene vede: ekonomija, pravo, politika, politologija, sociologija itd.
- mednarodne organizacije: Evropska unija, Svetovna trgovinska organizacija (WTO), Svetovna zdravstvena organizacija (WHO), Združeni narodi (ZN), Mednarodni denarni sklad (IMF) itd.
- mednarodna sodišča: Sodišče Evropskih skupnosti, Meddržavno sodišče (ICJ) itd.
- informacijske vede: informacijska znanost, bibliotekarstvo, knjižničarstvo, zgodovina knjige itd.
- kartografija in geografija.

Strokovnjaki za zbiranje redkih knjig nudijo posvetovanja o starih knjigah. Na voljo so tudi arhivske storitve na podlagi zbirk ustanove in osebnih zbirk, ki se nahajajo v knjižnici, storitve konservatorstva in storitve vezave.

### E-knjižnica
E-knjižnica je bila razvita v sredini 90. let prejšnjega stoletja in je dostopna na domači strani Narodne knjižnice Estonije. Bralcem omogoča, da:
- uporabljajo e-katalog ESTER;
- zahtevajo informacije o licenciranih podatkovnih bazah in e-revijah;
- pošiljajo povpraševanja na področju humanistike in družboslovja;
- berejo spletne publikacije, obiskujejo e-razstave in kupujejo publikacije knjižnice;
- se seznanijo z digitalnimi zbirkami;
- uporabljajo informacijske vire Evropske knjižnice.

Nekatere storitve so na voljo samo registriranim bralcem Narodne knjižnice, ki lahko:
- rezervirajo knjige, revije, notno gradivo in druge predmete;
- podaljšajo rok izposoje knjig; naročijo kopije;
- naročijo gradivo preko medknjižnične izposoje.

## Zbirke
1. januarja 2007 je zbirka Narodne knjižnice Estonije vključevala 3,4 milijona enot, vključno z:
- 1.975.981 zvezkov knjig;
- 302.988 letnih kompletov periodike;
- 20.954 enot kartografskega gradiva;
- 117.777 notnih zapisov;
- 180.062 grafičnih izdelkov;
- 7203 enot rokopisov in arhivskih dokumentov;
- 2635 postavk standardov;
- 481.088 enot knjižic;
- 43.477 kosov avdiovizualnih gradiv;
- 1852 enot elektronskega gradiva;
- 27.198 kosov mikroform;

Od leta 1919 je Narodna knjižnica upravičena do prejema obveznih izvodov vseh publikacij, natisnjenih v Estoniji.

### Redkosti
Publikacije v estonskem jeziku, natisnjene pred letom 1861, in publikacije v tujih jezikih, natisnjene pred letom 1831, vključno z osmimi  inkunabulami in 1.500 publikacijami iz 16. in 17. stoletja, so shranjene v Zbirki redkih knjig. Kasnejše publikacije vključujejo izbor izvodov z avtogrami, rokopisne popravke in lastniškimi oznakami, cenzorske izvode, umetniške vezave, bibliofilske in luksuzne publikacije. Poleg 28.000 redkih publikacij zbirka vključuje še 150 rokopisov. Raziskovanje starih knjig v knjižnici poteka že več kot 50 let.
Najstarejša knjiga v Zbirki redkih knjig je delo Lambertusa de Monteja, teologa iz Kölna, - Copulatasuper tres libros Aristotelis De Anima... (Köln, 1486). Najstarejša estonska publikacija je knjiga pridig Heinricha Stahla Leyen Spiegel (Reval, 1641–1649) z vzporednimi besedili v estonščini in nemščini.

## Zgodovina
21. decembra 1918 je začasna vlada Estonske republike sprejela odločitev o ustanovitvi Državne knjižnice. Začetna zbirka knjižnice je obsegala okoli 2000 naslovov, potrebnih za zakonodajo in vlado, prvi uporabniki pa so bili člani parlamenta (Riigikogu). Knjižnica je bila locirana v dveh majhnih prostorih stavbe parlamenta v gradu Toompea.
21. decembra 1918 je začasna vlada Estonske republike sprejela odločitev o ustanovitvi Državne knjižnice. Primarna zbirka knjižnice je obsegala okoli 2000 naslovov, potrebnih za zakonodajo in vlado, prvi uporabniki pa so bili člani parlamenta (Riigikogu). Knjižnica je bila v dveh majhnih prostorih stavbe parlamenta v gradu Toompea.
V času samostojne Republike Estonije od leta 1918 do 1940 se je knjižnica hitro razvijala. Leta 1919 je knjižnica začela prejemati obvezne izvode vseh tiskovin, izdanih v Estoniji. Leta 1921 so bili sklenjeni prvi mednarodni sporazumi o izmenjavi. Leta 1935 je Državna knjižnica ustanovila Arhivsko zbirko vseh publikacij v estonskem jeziku in o Estoniji. To je bil začetek sistematičnega pridobivanja tiskovin o Estoniji in baltskih državah. V 1930-ih letih je Državna knjižnica začela opravljati več funkcij kot parlamentarna knjižnica – zbirke so obsegale približno 50.000 enot, med bralci pa so izstopali intelektualci, kulturniki in javne osebnosti.
S sovjetsko okupacijo je knjižnica postala običajna javna knjižnica, znana pod imenom Državna knjižnica Estonske SSR. Vloga knjižnice se je močno spremenila: vse povezave s tujimi državami in njihovimi knjižnicami so bile prekinjene, prevladovale so ruske publikacije, večinoma sestavljene iz vse-zveznih obveznih izvodov. Večina estonskih in tujih publikacij je bila postavljena v zbirke z omejenim dostopom. Med letoma 1948 in 1992 je bila knjižnica nameščena v nekdanji hiši estonskega viteštva v zgodovinskem središču Talina.
Leta 1953 je bila knjižnica poimenovana po Friedrichu Reinholdu Kreutzwaldu, vodilnem piscu estonskega narodnega prebujanja in avtorju estonskega narodnega epa Kalevipoeg. Takrat so zbirke že obsegale milijon kosov.
Osvobodilno gibanje, ki se je začelo v baltskih državah v 1980-ih letih, in obnova neodvisne Republike Estonije 20. avgusta 1991 sta močno spremenila vlogo knjižnice.
Leta 1988 se je Državna knjižnica Friedricha Reinholda Kreutzwalda preimenovala v Narodno knjižnico Estonije z nalogo zbiranja, ohranjanja in zagotavljanja dostopa do vseh dokumentov, objavljenih v estonskem jeziku in v Estoniji, ter tudi o Estoniji ali vključno z informacijami o Estoniji.
Leta 1989 je bil knjižnici obnovljen pravni status parlamentarne knjižnice z obveznostjo zagotavljanja informacijskih storitev za Riigikogu in vlado. Sedanja Narodna knjižnica Estonije je pravna oseba javnega prava, ki deluje v skladu z Zakonom o Narodni knjižnici Estonije, sprejetim leta 1998 in spremenjenim leta 2002 in 2006, ter svojim statutom. Njegov kolegialni organ odločanja je Upravni odbor Narodne knjižnice, katerega člane imenuje Riigikogu.

### Stavba knjižnice
Stavba Narodne knjižnice v Tõnismägiju v Talinu, zasnovana posebej za knjižnico, je bila zgrajena med letoma 1985 in 1993. Arhitekt stavbe je Raine Karp, njen notranji oblikovalec pa Sulev Vahtra. Osemnadstropna stavba z dvema nadstropjema pod zemljo je doslej največja knjižnica v baltskih državah. V njej se nahaja 20 čitalnic s 600 sedeži za bralce, velika konferenčna dvorana, gledališka dvorana in številni razstavni prostori. Zalogovniki knjižnice so zasnovani za hrambo petih milijonov zvezkov. Vsi zalogovniki so opremljeni s policami in klimatsko napravo, primerno za shranjevanje dokumentov.